# 林鶯渓
林 鶯渓（はやし おうけい） は、江戸時代末期の儒学者、旗本。鶯渓は隠居後の号で、実名は林 晃（はやし あきら）。幼名は都賀太郎、のち図書之助と改め、叙爵後は図書頭または式部少輔を称した。林復斎の長男。

## 生涯
父の林復斎は、鶯渓（長男）が生れた当時は分家である第二林家の林琴山の家督を継いでいた。父や佐藤一斎、安積艮斎に儒学を学ぶ。幼い頃に痀瘻病によって背中が曲がる障碍に見舞われ、復斎がこれを嘆いたとき、佐藤一斎は「禍福は糾える縄の如し」の故事を引用して慰めた。後に鶯渓が立身した時、復斎は一斎に深く感謝したという。
天保14年（1843年）、初めて将軍徳川家慶に拝謁を許される。弘化4年（1847年）、幕府の儒者見習となる。ところが、嘉永6年（1853年）、復斎の甥で大学頭家の当主であった林壮軒が死去、急遽復斎が家督を継承することとなり、弟の学斎を伴い大学頭家に戻った。このため、鶯渓が第二林家の家督を継承して幕府儒者に任ぜられた。鶯渓が父の没後に大学頭家を継承しなかったのはこのことによる。安政6年（1859年）、西丸留守居となり、学職を兼ねる。父の没後は弟を良く補佐した。
明治元年（1868年）に職を免ぜられて、2年後に静岡に移住するが間もなく東京に戻り、門人の教育に専念した。幼い頃から学問を好み、書物を熟読しては要点をまとめた抄書を山のように作成し、成人してからは人に教えることに熱心で少しの時間も惜しみ1ヶ月休みなしで講義を行うこともあったが、公正で温厚な性格から門人からは慕われていたと言う。 

## 家族
林復斎の長男。養子に整形外科学者の林曄（はやし はじめ、山高信離二男）がいる。孫（曄の子）に松沢病院院長・林暲、彫刻家・林是。林の親戚に益田孝、石坂泰三らがいる。